# Калиновка (Ивнянский район)
Калиновка — хутор в Ивнянском районе Белгородской области. Входит в состав Курасовского сельского поселения.

## География
Находится в северо-западной части Белгородской области, в лесостепной зоне, в пределах южной части Среднерусской возвышенности, на правом берегу реки Курасовки, на расстоянии примерно 6 километров (по прямой) к юго-востоку от Ивни, административного центра района. Абсолютная высота — 196 метров над уровнем моря.

### Климат
Климат характеризуется как умеренно континентальный, с относительно мягкой зимой и продолжительным засушливым летом. Среднегодовая температура воздуха — 5,6 °C. Средняя температура воздуха самого холодного месяца (января) — −8,5 °C; самого тёплого месяца (июля) — 18 °C. Безморозный период длится 154—157 дней. Продолжительность вегетационного периода — 196 дней. Годовое количество атмосферных осадков — 524 мм, из которых большая часть выпадает в тёплый период. Снежный покров держится в течение 102 дней.

### Часовой пояс
Хутор Калиновка как и вся Белгородская область, находится в часовой зоне МСК (московское время). Смещение применяемого времени относительно UTC составляет +3:00.

## Население
| 2002 | 2010 |
| ---- | ---- |
| 8    | ↘4   |

### Половой состав
По данным Всероссийской переписи населения 2010 года в гендерной структуре населения мужчины составляли 50 %, женщины — соответственно также 50 %.

### Национальный состав
Согласно результатам переписи 2002 года, в национальной структуре населения русские составляли 54 %, узбеки — 38 %.